# Biscainho
Biscainho ist eine Gemeinde (Freguesia) im portugiesischen Kreis Coruche. In ihr leben 960 Einwohner (Stand 19. April 2021).